# Sapignies
Sapignies là một xã ở tỉnh Pas-de-Calais, vùng Hauts-de-France, Pháp.

## Địa lý
Sapignies lies 14 dặm (22,5 km) về phía nam Arras, tại giao lộ của các tuyến đường D31E and N17.

## Dân số
| 1962                                                          | 1968 | 1975 | 1982 | 1990 | 1999 | 2006 |
| ------------------------------------------------------------- | ---- | ---- | ---- | ---- | ---- | ---- |
| 131                                                           | 147  | 140  | 113  | 137  | 140  | 205  |
| Số liệu điều tra dân số từ năm 1962: Dân số không tính trùng. |      |      |      |      |      |      |

## Địa điểm nổi bật
- Nhà thờ St.Pierre xây lại sau đệ nhất thế chiến.